# 도레미 프렌즈
《도레미 프렌즈》(Doremi Friends)는 로이비쥬얼이 제작한 대한민국의 어린이 텔레비전 애니메이션이다.

## 방영 일시
| 방송 채널 | 방송일                     | 방송 시간 |
| --------- | -------------------------- | --------- |
| EBS 1TV   | 2024년 2월 26일 ~ 5월 21일 | 종료      |

## 등장 인물
- 도도(거북)
- 레미(토끼)
- 파(북극곰)
- 솔(원숭이)
- 라티(펭귄)
- 글로리아(악어)
- 볼트(가젤)
- 토리(고슴도치)
- 키티봇

## 목소리 출연
- 이소영: 도도
- 정혜원: 레미
- 엄상현: 파, 토리
- 김은아: 솔, 글로리아
- 이지현: 라티, 키티봇
- 한만중: 볼트

## 방영 목록
| 화차       | 제목                                    | 방송 일자       |
| ---------- | --------------------------------------- | --------------- |
| 1화        | 버스 바퀴가 굴러가요/방귀 맞이 체조     | 2024년 2월 26일 |
| 2화        | ABC SONG/패턴송                         | 2024년 2월 27일 |
| 3화        | 친구와 함께/머리 어깨 무릎 발           | 2024년 3월 4일  |
| 4화        | 개미들의 행진/양치 송                   | 2024년 3월 5일  |
| 5화        | 몸으로 리듬놀이해요/런던다리가 무너져요 | 2024년 3월 11일 |
| 6화        | 모두 다 루비루/한 친구에 하나씩         | 2024년 3월 12일 |
| 7화        | 축구를 해요/감정 표현하기               | 2024년 3월 18일 |
| 8화        | 거미가 줄을 타고 올라갑니다/미안해 송   | 2024년 3월 19일 |
| 9화        | 물고기를 잡아요/소방 훈련 송            | 2024년 3월 25일 |
| 10화       | 보트를 타요/잘자라 아가야               | 2024년 3월 26일 |
| 11화       | 눈사람 만들기/색깔별로 정리해요         | 2024년 4월 1일  |
| 12화       | 농장놀이 해봐요/손도장 그림그리기       | 2024년 4월 2일  |
| 13화       | 옆으로 가/병원 놀이                     | 2024년 4월 8일  |
| 14화       | 노를 저어요/그대로 멈춰라               | 2024년 4월 9일  |
| 15화       | 기차 놀이/보물 찾기                     | 2024년 4월 15일 |
| 16화       | 케잌 만들기/아야아야 해요               | 2024년 4월 16일 |
| 17화       | 열 꼬마 공룡들/바다동물 놀이            | 2024년 4월 22일 |
| 18화       | 비야 비야 오지마/히코리 디코리 독       | 2024년 4월 23일 |
| 19화       | 다섯 마리 원숭이/캠핑 송                | 2024년 4월 29일 |
| 20화       | 꼭꼭 숨어라/반짝반짝 작은별             | 2024년 4월 30일 |
| 21화       | 걸어요 걸어요/고마워 송                 | 2024년 5월 6일  |
| 22화       | 생일 축하합니다/붕붕카를 타요           | 2024년 5월 7일  |
| 23화       | 시장 놀이/놀이터에서 놀아요             | 2024년 5월 13일 |
| 24화       | 나는 음악가/자동차 경주                 | 2024년 5월 14일 |
| 25화       | 머핀맨/구조대 놀이                      | 2024년 5월 20일 |
| 최종화(26) | 나는야 농부/나는 커서 무엇이 될까       | 2024년 5월 21일 |